# Новопетровская улица
Новопетро́вская у́лица — улица на севере Москвы в районе Коптево Северного административного округа между улицей Клары Цеткин и Большой Академической улицей.

## Происхождение названия
8 сентября 1950 года была выделена из Старопетровского проезда, в составе которого находилась с 1939 года, в связи с изменением городской застройки. До этого (с 1935 года) именовалась 1-й Старопетровский проезд. В составе названия присутствует имя бывшего с. Петровское (известно с начала XVIII в.), принадлежавшего Высоко-Петровскому монастырю. До 1935 г. — Чистяковский проезд, по фамилии местного домовладельца.

## Здания и сооружения
По чётной стороне
- владение 6 — строящийся  четырёхэтажный многофункциональный торговый центр «Петровский». Первоначально открытие было запланировано на 2016 год, но из-за проблем с финансированием на стадии внутренних отделочных работ оно было перенесено на неопределенный срок[2][3]. Ранее на этом месте располагалось двухэтажное здание районного универсама № 68 Железнодорожного района города Москвы, а затем  и района Коптево, входящее в торговую сеть магазинов «Диета», построенное в 1985—1987 годах по индивидуальному проекту. В 1992 году здание универсама было приватизировано и перешло в частную собственность двум фирмам имеющим одинаковое название — Ново-Коптево, но с разной формой юридической ответственности. С середины 1990-х годов около здания универсама ежегодно каждое лето проводились сельскохозяйственные ярмарки при поддержке Правительства Москвы. В 2000 году универсам был закрыт на реконструкцию. Но из-за сложившихся разногласий между собственниками здания и городскими властями, намеченная реконструкция не началась. В течение последующих десяти лет объект был брошен и стал медленно разрушаться. В 2007 году стало известно о строительстве на месте бывшего универсама торгово-развлекательного комплекса «Фестиваль», однако работы по демонтажу здания начались в 2011 году.
- № 10 — жилой дом. «Музей трёх актёров», частный музей посвящённый легендарной троице актёров — Юрию Владимировичу Никулину, Георгию Михайловичу Вицину и Евгению Александровичу Моргунову (бессменный основатель и директор  В.И. Цукерман); Сбербанк России — Тверское отделение № 9038/0438; магазин «Одежда и обувь».

По нечётной стороне